# 香川銀行

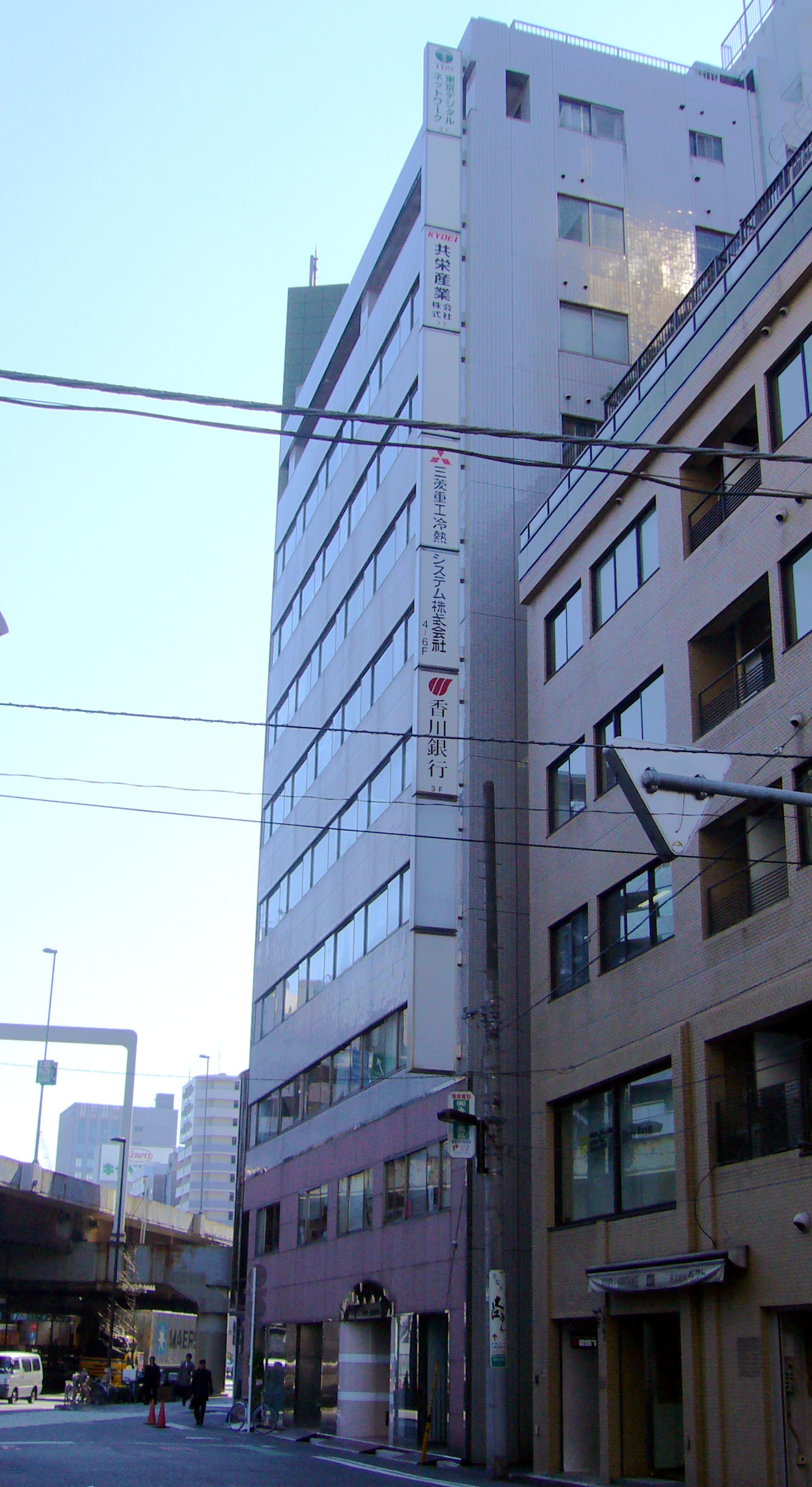
東京支店が入居するイトーピア神田共同ビル（2012年1月）

株式会社香川銀行（かがわぎんこう）は、香川県高松市に本店を置く第二地方銀行。コーポレートスローガンは「いつでもいきいき」。

## 概要
旧香川相互銀行を前身とする県内唯一の第二地方銀行で、香川県における第二の銀行としての性格を有する。本店所在地である香川県を基盤に瀬戸内地方各県に展開しており、総店舗数は計88店舗（2018年3月末）である。
同じく香川県を基盤とする（第一）地方銀行の百十四銀行とは競合関係にあり、本店をはじめ営業店の立地も両行で隣り合っている店舗が多いが、香川県内の企業がメインバンクとする銀行は百十四銀行が5,610社（構成比45.5%）に対して、香川銀行は2,422社（同19.6%）と半数以下に留まっている。ただし、愛媛県においては百十四銀行が262社（同1.7%）であるのに対し、香川銀行は469社（同3.1%）と倍近い企業がメインバンクにしているほか、愛媛県外の金融機関としては最大シェアとなっている。

## 経営統合
徳島銀行との経営統合を目的として2010年（平成22年）4月1日、香川銀亀井町ビル内に金融持株会社・トモニホールディングスを設立して、ここに両行が傘下入りした。これを受けて同年3月29日に香川銀行としての上場を廃止し、トモニHDとして設立と同時に上場している。
2016年（平成28年）4月1日には大阪市の第二地銀である大正銀行もトモニHDの傘下に入ったが、その発表の際に、これまでの単なる「経営統合」に加えて香川・徳島両行と大正銀行の合併を含めたグループの再編についても合わせて検討が行われていることが明らかになった。

## 沿革
- 1943年（昭和18年）2月1日 - 丸亀無尽、七宝無尽、香川第一無尽、讃岐無尽、旭無尽の5社が合併し香川無尽株式会社として創立。
- 1951年（昭和26年）10月20日 - 相互銀行法の施行により株式会社香川相互銀行と改称。
- 1969年（昭和44年）10月 - 本店を現在地に新築・移転[注 1]。
- 1988年（昭和63年）10月 - 東京・大阪証券取引所市場第二部に上場[4]。
- 1989年（平成元年）2月1日 - 普通銀行の一斉転換に伴い株式会社香川銀行と改称。
- 1991年（平成3年）9月 - 東京・大阪証券取引所市場第一部銘柄に指定[4]。
- 2007年（平成19年）1月 - 新基幹系システム稼働。
- 2010年（平成22年）4月1日 - 株式移転により、徳島銀行と金融持株会社・トモニホールディングスを設立。香川銀行はトモニホールディングスの完全子会社となる[4]。
- 2013年（平成25年）11月 - 新営業店システム稼働。
- 2017年（平成29年）1月4日 - 本店建替えのため、四国電力高松支店が前年6月に室新町に移転したため空きビルとなった旧高松電気ビル（四電ビジネス亀井町ビルに改名）に仮移転[10]。
- 2019年（令和元年）11月18日 - 新本店ビル竣工、業務開始[11]。
- 2021年（令和3年）9月21日 - ローソン銀行の「即時口座決済サービス」に参加。これにより、ローソン銀行ATMで香川銀行の口座から「au PAY」にチャージができるようになる[12][13]。

### 営業店の変遷
- 1947年（昭和22年）12月 - 詫間支店仁尾出張所を開設[14]。
- 1963年（昭和38年）4月 - 高知支店を開設[15]。
- 1995年（平成7年）6月 - 大野原支店を開設[14]。
- 2001年（平成13年）
  - 5月7日 - 県庁支店を開設[16]。
  - 10月29日 - 西宝町支店を新築建替え[17]。
- 2002年（平成14年）
  - 4月19日 - 大野原支店及び詫間支店仁尾出張所を廃止し、それぞれ観音寺支店及び詫間支店へ統合。廃止後の同所には店舗外ATMを設置[14]。
  - 7月1日 - 住宅ローンセンターを中新町事務センターから伏石支店内へ移転[18]。
- 2003年（平成15年）
  - 6月9日 - 岡山支店を移転[19]。
  - 10月1日 - 全営業店を全面禁煙化[20]。
  - 10月6日 - 東支店を新築移転[21]。
- 2004年（平成16年）
  - 6月18日 - 郡中支店、小松島支店、鴨島支店を廃止[22]。
  - 3月8日 - 飯山支店を新築建替え[23]。
- 2005年（平成17年）
  - 8月29日 - 今治支店を新築建替え[24]。
  - 11月21日 - 観音寺支店を新築移転[25]。
- 2007年（平成19年）4月30日 - 三条支店ダグ・ショップ出張所を廃止[26]。
- 2008年（平成20年）
  - 5月16日 - 中央市場支店大的場出張所を廃止し、母店へ統合。跡地には同月23日に店舗外ATMを設置[27]。
  - 5月23日 - 今里支店JR栗林駅出張所を廃止し、母店へ統合。[27]。
  - 9月24日 - 屋島支店を新築移転[28]。
- 2011年（平成23年）
  - 1月12日 - ネット支店であるセルフうどん支店を開設[29]。
  - 11月25日 - 大阪北支店を開設[30]。
- 2012年（平成24年）8月31日 - 本店営業部宮脇町出張所が店舗としての営業を終了し、翌営業日付で母店である本店営業部内にブランチインブランチとして移転。ただし、出張所内のATMについては同日、旧店舗と同建物内に「宮脇町一丁目出張所」として再開[31]。
- 2013年（平成25年）
  - 4月15日 - 松山支店を新築。旧店舗をタワーパーキング化し、その1階に入居[32]。
  - 5月31日 - 県外初となる住宅ローンセンター岡山を今村支店敷地内に開設[33]。
  - 8月26日 - 大阪南支店を開設[34]。
  - 11月25日 - 高知支店を移転。旧店舗は解体・整地の上コインパーキングになり、2014年2月には敷地内に店舗外ATMを設置[15]。
- 2014年（平成26年）
  - 7月22日 - 仏生山支店を新築建替え[35]。
  - 12月17日 - 大阪城東支店を開設[36]。
- 2017年（平成29年）11月27日 - 首都圏2店目となる深川支店を開設[37]。

### 歴代頭取
| 代 | 氏名       | 期間                            | 備考                                                                                     |
| -- | ---------- | ------------------------------- | ---------------------------------------------------------------------------------------- |
| 1  | 請川卓     | 1943年2月1日 - 1960年3月24日    | 1899年12月16日生 早稲田大学大政治経済学部卒 元香川県議会議員 香川県紀伊村出身 在職中逝去 |
| 2  | 山下笹市   | 1960年3月24日 - 1972年9月2日    | 在職中逝去                                                                               |
| 3  | 川井顕三郎 | 1972年9月2日 - 1976年12月23日   |                                                                                          |
| 4  | 川井顕作   | 1976年12月23日 - 1986年10月26日 | 香川大学卒 先代である川井顕三郎の長男 在職中逝去                                         |
| 5  | 大林一友   | 1986年10月27日 - 1999年4月      | 香川大学卒                                                                               |
| 6  | 末沢光夫   | 1999年4月 - 2003年4月1日        | 1931年4月7日生 中央大学法学部卒 1965年入行 香川県出身                                    |
| 7  | 遠山誠司   | 2003年4月 - 2012年6月           | 1947年3月30日生 関西学院大学商学部卒 1970年入行 香川県高松市出身                         |
| 8  | 下村正治   | 2012年6月27日 - 2017年6月27日   | 1949年9月1日生 香川大学経済学部卒 1972年入行 岡山県玉野市出身                            |
| 9  | 本田典孝   | 2017年6月27日 - 2020年5月15日   | 1952年1月11日生 近畿大学商経学部卒 香川県綾川町出身                                      |
| 10 | 山田径男   | 2020年5月15日 -                 | 1957年12月12日生 関西大学経済学部卒 1980年入行 香川県出身                                |

※設立時の肩書は相互銀行であったため「社長」であり、1989年（平成元年）2月1日の普通銀行転換によって「頭取」へ改称した。このため改称時に在任中であった5代目大林一友は就任時は社長、退任時は頭取であった。

### 不祥事
2003年（平成15年）、預金の着服・流用が相次いだため、業務改善命令が出されている。その後、改善が見られなかったため、2005年（平成17年）6月10日、にも再度に業務改善命令が出されている。

## 関連会社

### 連結子会社
- トモニリース株式会社
- 香川ビジネスサービス株式会社

## 営業政策

### マスコット
マスコットはペンギンのダグ。（フルネームはダグラス・フンボルト）南極大陸アデア岬出身で趣味は昼寝、三回ひねり高飛び込み、読書。通帳やカードのデザイン等に登場している。

## ダイレクトチャネル
ATMは四国の第二地方銀行4行（徳島大正銀行・香川銀行・愛媛銀行・高知銀行）で「4 YOU NET（フォーユーネット）」の名称で提携し、キャッシュカード等での入金および出金は、提携金融機関ATM利用手数料が無料となる。
香川銀行のキャッシュカードでの出金も、上記3銀行の4YOUNETステッカーがあるATM・CDでの出金は、提携金融機関ATM利用手数料が無料となる。時間外手数料はその銀行の基準に従って徴収される。共同ATMなど、4YOUNETが利用できないケースは、香川銀行の場合と同じである。
三菱UFJ銀行ATMでの香川銀行のキャッシュカードでの出金も、提携金融機関ATM利用手数料が無料となるが、徳島大正銀行とは異なり、その逆（香川銀行ATMでの三菱UFJ銀行のキャッシュカードでの出金）は無料とならないので注意を要する。
2021年9月1日からはかがわアライアンスを組んでいる高松信用金庫とATMを相互開放しており、両者のATMでの出金は、提携金融機関ATM利用手数料が無料となる。

### 注
1. ↑  南新町の旧本店は南新町支店となり（現在は本店営業部南新町出張所に格下げ）、1982年（昭和57年）に建て替えられ、3階にはライブハウスの高松オリーブホールがある。